# Гутман, Абрам Ефимович
Абрам Ефимович Гутман (первоначальное отчество Хаимович; литературный псевдоним А. Оршанин; ок. 1872, Орша — 1947, Москва) — учёный в области металловедения, газовой и электросварки, поэт, литературный критик. 

## Биография
Окончил гимназию в Орше (1890). Получил инженерное образование в Германии. 
В 1925—1941 годах — профессор в Промакадемии и Институте заочного повышения квалификации инженеров, техников и хозяйственников при Всесоюзном Совете научных инженерно-технических обществ (ИЗТО ВСНИТО); одновременно работал инженером в правлении Государственного института по проектированию машиностроительных и металлообрабатывающих заводов «Гипромаш».
В годы Великой Отечественной войны — в эвакуации в Кирове, работал инженером на металлургическом заводе. 
Литературные рецензии и критика до революции печатались под псевдонимом «А. Оршанин» в газете «Русская мысль». 140 стихотворений вошли в единственный сборник А. Оршанина «Впечатления бытия» (1914). Другой сборник «Орфический путь» (с подзаголовком «Лирический дневник», 1932) остался неопубликованным. Был связан с кругом эгофутуристов.
Кантату «Кадиш» для солиста, хора и оркестра на стихи А. Оршанина написал композитор Александр Крейн (1922, клавир опубликован в 1928 году), специально для постановок московских театров Габима и ГОСЕТ. А. А. Крейн создал также романсы на стихи А. Оршанина (в том числе «Моя любовь», 1922). Автор поэм «Ленин» (1940—1942) и «Таня» о Зое Космодемьянской (первый вариант был опубликован в газете «Кировская правда» в 1943 году под названием «Партизанка Таня»).

## Семья
- Жена — пианистка Бронислава Абрамовна Гутман (?—1951).
- Брат — Моисей Хаимович (Ефимович) Гутман (1868—1920), врач и учёный-медик в Таганроге.
- Племянница — Вера Рафаиловна Лейкина (1903—?), актриса оперетты и Центрального детского театра.
- Внучатая племянница — переводчик Софья Аркадьевна Тарханова (1923—2013). Внучатый племянник — химик Виктор Яковлевич Файн (род. 1933).

## Монографии
- Газовая сварка (с В. Э. Туаненом). Государственный институт по проектированию машиностроительных и металлообрабатывающих заводов «Гипромаш». М., 1930; 2-е издание — М.: Издательство Наркомата тяжёлой промышленности, 1932. — 123 с.
- Дуговая электросварка (с В. Э. Туаненом). М.: Издательство Наркомата тяжёлой промышленности, 1932. — 140 с.
- Металловедение. М.: Институт заочного повышения квалификации инженеров, техников и хозяйственников при Всесоюзном Совете научных инженерно-технических обществ (ИЗТО ВСНИТО), 1932.
- Методическое письмо по обработке металлов давлением. Выпуск 1: Прокатное дело. Выпуск 2: Кузнечно-прессовое производство. Выпуск 3: Литейное дело. М.: ИЗПК ВМБИТ—ВСНИТО, 1934.
- Общая технология металлов. М.: ИЗПК ВМБИТ—ВСНИТО, Типография «6 октября», 1936 (Выпуск 6) и 1937 (Выпуск 7).

## Поэтический сборник
- А. Оршанин. Впечатления бытия. М.: Тип. Н. Поманский, К. Запольский и Ко, 1915. — 160 с.

## Нотные издания
- А. А. Крейн. Три стихотворения А. Оршанина: Для голоса с фортепиано, Op. 27. М.: Государственное музыкальное издательство, художественное отделение, 1922.
- A. Krein, A. Orschanin. Kaddisch: Symphonische Kantate, für Tenor-Solo, gemischten Chor und großes Orchester, op. 33. Klavierauszug mit Text von Julien Krein. English Version by Lillian Saminsky. Deutsch von Bruno Prohaska. Wien: Universal-Edition, 1928[10].